# Atentado en Massereene Barracks en 2009
El 7 de marzo de 2009, dos soldados británicos del 38.º Regimiento de Ingenieros fueron tiroteados mortalmente en el exterior del cuarteles de Massereene, en la ciudad de Antrim (Irlanda del Norte). Otros dos soldados y dos civiles fueron disparados y heridos durante el atentado. El grupo paramilitar republicano irlandés, IRA Auténtico, emitió un comunicado asumiendo la responsabilidad de la acción.

## El ataque
Los informes establecen que el ataque comenzó aproximadamente a las 21:40 cuando cuatro soldados caminaban por el exterior de las instalaciones militares a la espera de recibir una pizza de manos de dos repartidores. Cuando fueron entregadas, dos pistoleros en un coche cercano (un Vauxhall Cavalier de color verde) empezaron a disparar con rifles semiautomáticos. Dos de los soldados, los zapadores Mark Quinsey de Birmingham y Patrick Azimkar de Londres, resultaron muertos por el ataque; y los otros dos soldados y los dos repartidores fueron heridos con distinta gravedad. Después de que las primeras ráfagas de disparos cesaran, los dos pistoleros se acercaron a las víctimas que yacían en el suelo disparándoles de nuevo. Horas después, el coche en el que viajaban los terroristas fue abandonado en Randalstown, a 12 kilómetros del lugar del atentado.
Los soldados atacados iban a ser desplegados en Afganistán al día siguiente. El ataque fue el primero en el que se producían bajas militares desde que Lance Bombardier Stephen Restorick fuera asesinado por un francotirador del IRA Provisional en febrero de 1997, durante el periodo conocido como The Troubles. El atentado se produjo días después de que Sir Hugh Orde, jefe de policía de Irlanda del Norte, advirtiera sobre la posibilidad de que se produjera un atentado terrorista, adoptando niveles de alerta no alcanzados en varios años.

## Arrestos
El 14 de marzo de 2009, la policía norirlandesa detuvo a tres personas por su posible vinculación con el atentado. Entre ellos se encontraba Colin Duffy, de 41 años, un ex-presidiario juzgado por su pertenencia al IRA y que se desmarcó de la corriente principal republicana criticando al Sinn Fein por su decisión de apoyar el nuevo Servicio de Policía de Irlanda del Norte. Hasta el momento no se han formulado cargos en su contra.

## Otros incidentes
En enero de 2009 las fuerzas de seguridad desactivaron una bomba en Castlewellan, y en 2008 hubo varias tentativas de ataque por parte de disidentes para atentar contra oficiales del PSNI en Derry y Dungannon.
Dos días después del atentado de Massereene, un oficial del PSNI fue tiroteado con resultado mortal en Craigavon, Condado de Armagh. El oficial se convirtió en la primera víctima mortal de la policía en Irlanda del Norte desde 1998. El IRA de la Continuidad asumió la responsabilidad del atentado y declaró que "mientras haya participación británica en Irlanda del Norte, los ataques continuarán".

## Declaraciones
- El primer ministro Británico Gordon Brown visitó el lugar del atentado el 9 de marzo de 2009 e instó a los líderes políticos de Irlanda del Norte a crear un frente común contra la violencia. Declaró que "todo el país está conmovido e indignado por los malvados y cobardes ataques contra soldados que sirven a su país" además de que "los asesinos no serán capaces de hacer descarrilar el proceso de paz que cuenta con el apoyo de la gran mayoría de Irlanda del Norte".[18]

- Brian Cowen, Taoiseach (jefe de Gobierno) de Irlanda, afirmó que "un pequeño grupo de personas malvadas no puede socavar la voluntad del pueblo de Irlanda de vivir en paz juntos. La violencia ha sido totalmente rechazada por la población de ésta isla, tanto por los del norte como por los del sur".[19][20]

- Peter Robinson, primer ministro, declaró que el atentado fue "un terrible recordatorio de los acontecimientos pasados" y "los asesinatos fueron un acto inútil por parte de aquellos que no tienen apoyo popular y que no tienen perspectivas de que su proyecto tenga éxito. Y esto no sucederá".[2]

- El ex primer ministro Martin McGuinness dijo que "Yo fui un miembro del IRA, pero la guerra ha terminado. Las personas responsables del atentado de la pasada noche han demostrado claramente su voluntad de reiniciar o reanudar la guerra. Bueno, yo me niego a hacerlo".[2] También calificó a los terroristas como "traidores a la isla de Irlanda".[21]

- Gerry Adams, presidente del Sinn Féin, condenó el atentado afirmando que los responsables "no tienen ningún apoyo, ninguna estrategia para lograr la Irlanda Unida. Su intención es conducir de nuevo a los soldados a las calles. Quieren destruir los procesos de los últimos años y sumergir a Irlanda en el conflicto. Los irlandeses republicanos y demócratas tienen el deber de oponerse a ello y defender el proceso de paz".[22]